# Fair Antigua, We Salute Thee
Fair Antigua, We Salute Thee är nationalsång i Antigua och Barbuda. Nationalsångens musik har Walter Garnet Picart Chambers komponerat år 1966 till ett poem av Novelle Hamilton Richards. Originalet skrevs till enbart Antigua, men när Barbuda fick sin självständighet från britterna år 1981 flätades även Barbuda in i texten.